# گلوبوکویه (سرزمین آلتای)
گلوبوکویه (به لاتین: Glubokoye) یک منطقهٔ مسکونی در روسیه است که در سرزمین آلتای واقع شده‌است.